# آدم برايس (سياسي)
آدم برايس (بالإنجليزية: Adam Price) هو مدون وسياسي بريطاني، ولد في 23 سبتمبر 1968 في كارماذن ‏ في المملكة المتحدة. نشط حزبياً في بلاد كيمري. في انتخابات الجمعية الوطنية الويلزية 2016 ‏، انتخب عضو الجمعية الوطنية الويلزية الخامسة ‏ عن دائرة Carmarthen East and Dinefwr (Senedd constituency) ‏ وقد انضم خلال فترته النيابية ‏ (5 مايو 2016 – ) للكتلة البرلمانية بلاد كيمري وفي الانتخابات العامة في المملكة المتحدة 2001، انتخب عضو البرلمان الثالث والخمسون للمملكة المتحدة ‏ عن دائرة كارمارثين الشرقية وداينفور وقد انضم خلال فترته النيابية ‏ (7 يونيو 2001 – 11 أبريل 2005) للكتلة البرلمانية بلاد كيمري وفي الانتخابات العامة في المملكة المتحدة 2005، انتخب عضو البرلمان الرابع والخمسون للمملكة المتحدة ‏ عن دائرة كارمارثين الشرقية وداينفور وقد انضم خلال فترته النيابية ‏ (5 مايو 2005 – 12 أبريل 2010) للكتلة البرلمانية بلاد كيمري.